# Austroclavus
Austroclavus là một chi ốc biển, là động vật thân mềm chân bụng sống ở biển trong họ Drilliidae.

## Các loài
Các loài thuộc chi Austroclavus bao gồm:
- Austroclavus undata (Hedley, 1907)[2]